# Culture économique
La culture économique est l'ensemble de connaissances d'un individu sur l'économie en tant que discipline et en tant que système économique. Une culture économique de base permet de comprendre le fonctionnement des mécanismes économiques.

## Concept
La culture économique peut se comprendre comme la composante économique de la culture générale, ou comme une culture spécialisée liée à l'économie.
La Banque de France soutient dans un rapport que la mauvaise maîtrise de mécanismes économiques par les Français les conduit à « passer à côté d'opportunités » ou, au contraire, à prendre des risques exagérés. L'Institut Sapiens estime que ce déficit coûte un point de croissance à la France chaque année. Plusieurs études au cours des dernières décennies montrent les bienfaits, pour un pays, de disposer d'agents économiques qui comprennent et anticipent les politiques gouvernementales.
La présence d'une culture économique partagée dans une population fait aujourd'hui l'objet de politiques publiques. La Banque de France a créé un département lié à l'éducation financière, qui mène des actions de pédagogie et de sensibilisation.
La culture économique est sanctionnée dans certains concours. Les concours d'accès aux écoles de commerce et aux Institut d'études politiques exigent une culture économique importante. Certains BTS disposent d'épreuves ou de cours de « Culture économique, juridique et managériale »,.

## Débats et critiques

### Culture économique et vie politique
L'économiste Hélène Rey soutient que « l’opinion publique française semble grandement sous-informée pour tout ce qui concerne les décisions de politique économique ». Ce déficit de compréhension de l'économie serait également dû au personnel politique, qui ne ferait « pas suffisamment d’effort pour expliquer les problèmes économiques de la France de manière rigoureuse et transparente ».

### Importance des médias
Pour Hélène Rey, le problème du manque de culture économique tient aussi à la couverture de l'économie par les médias. Là où le Royaume-Uni dispose du Financial Times et de The Economist, et les États-Unis le Wall Street Journal, la France ne disposerait d'aucun journal de référence centré sur l'économie. Dans Fâché comme un Français avec l'économie, Pierre Robert critique l'absence de pédagogie dans les médias audiovisuels, et la place disproportionnée de certains journaux partisans au sein des CDI des lycées français.

### Éducation et programmes scolaires
L'enseignement de l'économie fait l'objet de débats et de controverses au sujet des thèmes abordés. Certains soutiennent que les manuels scolaires ne décrivent pas fidèlement le monde de l'entreprise, contribuant à une vision erronée du monde entrepreneurial,. Gilles Saint-Paul soutient qu’une majorité des enseignants de lycée et d’université contribuent à propager des croyances opposées au libéralisme,.